# Fufius lanicius
Fufius lanicius är en spindelart som först beskrevs av Simon 1892.  Fufius lanicius ingår i släktet Fufius och familjen Cyrtaucheniidae.
Artens utbredningsområde är Bolivia. Inga underarter finns listade i Catalogue of Life.